# Élections sénatoriales de 2008 en Ille-et-Vilaine
Les élections sénatoriales en Ille-et-Vilaine ont eu lieu le dimanche 21 septembre 2008. Elles ont eu pour but d'élire les sénateurs représentant le département au Sénat pour un mandat de six années.

## Contexte départemental
Lors des élections sénatoriales du 27 septembre 1998 en Ille-et-Vilaine, quatre sénateurs ont été élus selon un mode de scrutin majoritaire : deux RPR et deux UDF.
Depuis, tous les effectifs du collège électoral des grands électeurs ont été renouvelés, avec les élections législatives françaises de 2007, les élections régionales françaises de 2004, les élections cantonales de 2004 et 2008 et les élections municipales françaises de 2008.

## Rappel des résultats de 1998
| Candidat et parti politique | Candidat et parti politique  | Candidat et parti politique | Premier tour | Premier tour | Second tour | Second tour |
| Candidat et parti politique | Candidat et parti politique  | Candidat et parti politique | Voix         | %            | Voix        | %           |
| --------------------------- | ---------------------------- | --------------------------- | ------------ | ------------ | ----------- | ----------- |
|                             | Yves Fréville                | UDF                         | 972          | 49,85        | 1 158       | 61,04       |
|                             | Michel Esneu                 | RPR                         | 903          | 46,31        | 1 142       | 60,20       |
|                             | Philippe Nogrix              | UDF                         | 893          | 45,79        | 1 131       | 59,62       |
|                             | Patrick Lassourd             | RPR                         | 871          | 44,27        | 1 110       | 58,51       |
|                             | Jean-Louis Tourenne          | PS                          | 661          | 33,90        | 791         | 41,70       |
|                             | Daniel Delaveau              | PS                          | 615          | 31,52        | 2           | 0,11        |
|                             | Marie-Yvonne Caillère        | PS                          | 608          | 31,18        | 2           | 0,11        |
|                             | Éliane Desmare               | PS                          | 604          | 30,97        | 2           | 0,11        |
|                             | Marie-Joseph Bissonnier      | CNIP                        | 265          | 13,59        | 1           | 0,05        |
|                             | Marie Daugan                 | UDF                         | 214          | 10,97        | Retrait     | Retrait     |
|                             | Claude Champaud              | RPR                         | 209          | 10,72        | Retrait     | Retrait     |
|                             | Jean Malapert                | UDF                         | 209          | 10,72        | Retrait     | Retrait     |
|                             | Christian Benoist            | PCF                         | 69           | 3,54         | Retrait     | Retrait     |
|                             | Éliane Poirier               | PCF                         | 59           | 3,03         | Retrait     | Retrait     |
|                             | Françoise Payen              | PCF                         | 58           | 2,97         | Retrait     | Retrait     |
|                             | Jean-Charles Lesacher        | PCF                         | 56           | 2,82         | Retrait     | Retrait     |
|                             | André Lefeuvre               | PRG                         | 51           | 2,62         | Retrait     | Retrait     |
|                             | Brice Lalonde                | GÉ                          | 50           | 2,56         | Retrait     | Retrait     |
|                             | Christian Couet              | PRG                         | 42           | 2,15         | Retrait     | Retrait     |
|                             | Jean-Louis Merrien           | Verts                       | 39           | 2,00         | Retrait     | Retrait     |
|                             | Catherine Le Guernec         | Verts                       | 32           | 1,64         | Retrait     | Retrait     |
|                             | Honoré Puil                  | PRG                         | 32           | 1,64         | Retrait     | Retrait     |
|                             | Michel Gendrot               | PRG                         | 30           | 1,54         | Retrait     | Retrait     |
|                             | Hélène Quatreboeufs-Jollivet | Verts                       | 29           | 1,49         | Retrait     | Retrait     |
|                             | Daniel Cueff                 | Verts                       | 25           | 1,28         | Retrait     | Retrait     |
|                             | Henri Gourmelen              | UDB                         | 24           | 1,23         | Retrait     | Retrait     |
|                             | Brigitte Neveux              | FN                          | 22           | 1,13         | Retrait     | Retrait     |
|                             | Jean Becker                  | DVD                         | 18           | 0,92         | Retrait     | Retrait     |
|                             | Patrick Jeanson              | DVD                         | 8            | 0,41         | Retrait     | Retrait     |
|                             | Brigitte Vermersch           | DVD                         | 8            | 0,41         | Retrait     | Retrait     |
|                             | Bertrand du Rusquec          | DVD                         | 8            | 0,41         | Retrait     | Retrait     |
|                             | Adrien Marulier-Grandmesnil  | DVG                         | 7            | 0,36         | Retrait     | Retrait     |
|                             | Jacques Dehergne             | DVD                         | 0            | 0,00         | 29          | 1,53        |
|                             |                              |                             |              |              |             |             |
| Inscrits                    | Inscrits                     | Inscrits                    | 1 984        | 100,00       | 1 984       | 100,00      |
| Abstentions                 | Abstentions                  | Abstentions                 | 22           | 1,11         | 41          | 2,07        |
| Votants                     | Votants                      | Votants                     | 1 962        | 98,89        | 1 943       | 97,93       |
| Blancs et nuls              | Blancs et nuls               | Blancs et nuls              | 12           | 0,61         | 46          | 2,37        |
| Exprimés                    | Exprimés                     | Exprimés                    | 1 950        | 99,39        | 1 897       | 97,63       |

## Sénateurs sortants
| Sénateur | Sénateur        | Parti | Fonctions lors de l'élection en 1998         |
| -------- | --------------- | ----- | -------------------------------------------- |
|          | Yannick Texier  | UMP   | Maire de Sixt-sur-Aff                        |
|          | Yves Fréville   | UMP   | Ancien député                                |
|          | Michel Esneu    | UMP   | Conseiller général, maire de Dol-de-Bretagne |
|          | Philippe Nogrix | MoDem | Conseiller général                           |

## Présentation des listes et des candidats
Les nouveaux représentants sont élus pour une législature de 6 ans au suffrage universel indirect par les 2301 grands électeurs du département. En Ille-et-Vilaine, les sénateurs sont élus au scrutin proportionnel plurinominal. Leur nombre reste inchangé, 4 sénateurs sont à élire et 6 candidats doivent être présentés sur la liste pour qu'elle soit validée. Chaque liste de candidats est obligatoirement paritaire et alterne entre les hommes et les femmes. 6 listes ont été déposées dans le département. Elles sont présentées ici dans l'ordre de leur dépôt à la préfecture et comportent l'intitulé figurant aux dossiers de candidature.

### Parti socialiste
| N° | Candidats | Candidats        | Parti | Principale fonction                                            |
| -- | --------- | ---------------- | ----- | -------------------------------------------------------------- |
| 01 |           | Edmond Hervé     | PS    | Conseiller municipal de Rennes, ancien ministre, ancien député |
| 02 |           | Virginie Klès    | PS    | Maire de Châteaubourg                                          |
| 03 |           | Jacky Le Menn    | PS    | Conseiller général, conseiller municipal de Saint-Malo         |
| 04 |           | Anne Patault     | PS    | Conseillère municipale de Renac                                |
| 05 |           | Alain Yvergniaux | PS    | Conseiller régional                                            |
| 06 |           | Annie Pivette    | PS    | Maire d'Ercé-près-Liffré                                       |

### Majorité présidentielle
| N° | Candidats | Candidats           | Parti | Principale fonction                                   |
| -- | --------- | ------------------- | ----- | ----------------------------------------------------- |
| 01 |           | Dominique de Legge  | UMP   | Conseiller régional, maire du Pertre                  |
| 02 |           | Catherine Jacquemin | UMP   | Conseillère générale, adjointe au maire de Saint-Malo |
| 03 |           | Jean-Louis Morel    | UMP   | Maire de Fleurigné                                    |
| 04 |           | Annie Davy          | UMP   | Conseillère régionale, maire de Bédée                 |
| 05 |           | Laurent Collot      | UMP   | Adjoint au maire de Lieuron                           |
| 06 |           | Agnès Danset        | UMP   | Adjointe au maire de Pacé                             |

### Divers gauche
| N° | Candidats | Candidats              | Parti | Principale fonction                                     |
| -- | --------- | ---------------------- | ----- | ------------------------------------------------------- |
| 01 |           | Christian Couet        | PRG   | Conseiller général, maire de Pleine-Fougères            |
| 02 |           | Jeanne Larue           | PRG   |                                                         |
| 03 |           | André Lefeuvre         | PRG   | Conseiller général, conseiller municipal de Pleugueneuc |
| 04 |           | Marie-Claire Souvestre | PRG   | Conseillère municipale de Vitré                         |
| 05 |           | Christophe Martins     | PRG   | Conseiller général, maire de Iffendic                   |
| 06 |           | Maryline Daunis        | PRG   | Conseillère municipale de Rennes                        |

### Les Verts
| N° | Candidats | Candidats           | Parti | Principale fonction               |
| -- | --------- | ------------------- | ----- | --------------------------------- |
| 01 |           | Philippe Couzelin   | Verts | Conseiller municipal de Betton    |
| 02 |           | Nicole Kiil-Nielsen | Verts | Adjointe au maire de Rennes       |
| 03 |           | Yves Salmon         | Verts | Conseiller municipal de Bruz      |
| 04 |           | Sylviane Rault      | Verts | Conseillère régionale             |
| 05 |           | Michel Caillard     | Verts | Conseiller municipal de Chantepie |
| 06 |           | Mélanie Le Verger   | Verts |                                   |

### MoDem-NC
| N° | Candidats | Candidats             | Parti | Principale fonction  |
| -- | --------- | --------------------- | ----- | -------------------- |
| 01 |           | Philippe Nogrix       | MoDem | Sénateur sortant     |
| 02 |           | Marie-Hélène Daucé    | NC    | Conseillère générale |
| 03 |           | Yvon Mellet           | MoDem | Maire de Teillay     |
| 04 |           | Ghislaine Perrault    | NC    | Maire de Monterfil   |
| 05 |           | Jean-Marc Lecerf      | MoDem | Conseiller général   |
| 06 |           | Marie-Jeanne Charmeux | NC    |                      |

### Front national
| N° | Candidats | Candidats          | Parti | Principale fonction |
| -- | --------- | ------------------ | ----- | ------------------- |
| 01 |           | Patrick Le Guillou | FN    |                     |
| 02 |           | Nadège André       | FN    |                     |
| 03 |           | Christian Ressort  | FN    |                     |
| 04 |           | Dominique Drouin   | FN    |                     |
| 05 |           | Claude Jouault     | FN    |                     |
| 06 |           | Maryvonne Noël     | FN    |                     |

## Résultats
| Tête de liste  | Tête de liste      | Liste          | Voix  | %      | Sièges |
| -------------- | ------------------ | -------------- | ----- | ------ | ------ |
|                | Edmond Hervé       | PS             | 1 061 | 47,39  | 3      |
|                | Dominique de Legge | UMP            | 633   | 28,27  | 1      |
|                | Philippe Nogrix    | MoDem-NC       | 337   | 15,05  |        |
|                | Christian Couet    | DVG            | 102   | 4,56   |        |
|                | Philippe Couzelin  | Verts          | 100   | 4,47   |        |
|                | Patrick Le Guillou | FN             | 6     | 0,27   |        |
|                |                    |                |       |        |        |
| Inscrits       | Inscrits           | Inscrits       | 2 095 | 100,00 |        |
| Abstentions    | Abstentions        | Abstentions    | 21    | 1,00   |        |
| Votants        | Votants            | Votants        | 2 074 | 99,00  |        |
| Blancs et nuls | Blancs et nuls     | Blancs et nuls | 26    | 1,25   |        |
| Exprimés       | Exprimés           | Exprimés       | 2 048 | 98,75  |        |

### Sénateurs élus
| Sénateur | Sénateur           | Parti |
| -------- | ------------------ | ----- |
|          | Edmond Hervé       | PS    |
|          | Virginie Klès      | PS    |
|          | Jacky Le Menn      | PS    |
|          | Dominique de Legge | UMP   |